# Canal de Djurgårdsbrunn
Le canal de Djurgårdsbrunn (en suédois : Djurgårdsbrunnskanalen) est un canal à Stockholm en Suède.

## Description
Le canal de Djurgårdsbrunn forme la frontière entre Djurgården et Gärdet en s'étendant d'Isbladsviken de Lilla Värtan à l'est jusqu'à Djurgårdsbrunnsviken à l'ouest. 
Deux ponts traversent le canal : Djurgårdsbrunnsbron à l'ouest et Lilla Sjötullsbron à l'est.
Depuis 1994, le canal de Djurgårdsbrunn fait partie du parc national urbain royal.
Aujourd'hui, le canal de Djurgårdsbrunn est un lieu de visite populaire avec des promenades des deux côtés constituées d'avenues bordées de chênes et d'érables. 
En été, le canal est rempli de bateaux de plaisance, de canoéistes et de bateaux d'aviron sportifs. L'Association d'aviron Stockholms Roddförening a son club-house et son hangar à bateaux à côté du canal, du côté de Djurgårdsbrunnsviken. La maison a été achevée en 1913 et a été conçue par l'architecte Sigurd Lewerentz. À l'embouchure est du canal de Djurgårdsbrunn se trouve l'Association Föreningen för Kanot-Idrott à Måsholmen.

## Histoire
Le canal actuel a été créé à l'initiative du roi Charles XIV Jean. Il voulait embellir Djurgården et en même temps faciliter l'approvisionnement de la ville en légumes cultivés sur les îles de l'archipel de Stockholm. 
La construction du canal est devenu une affaire coûteuse et longue. Il a fallu près de dix ans pour construire le canal, qui mesure environ un kilomètre de long, 9,5 mètres de large et 2,1 mètres de profondeur. 
En 1834, il fut enfin terminé.

## Galerie

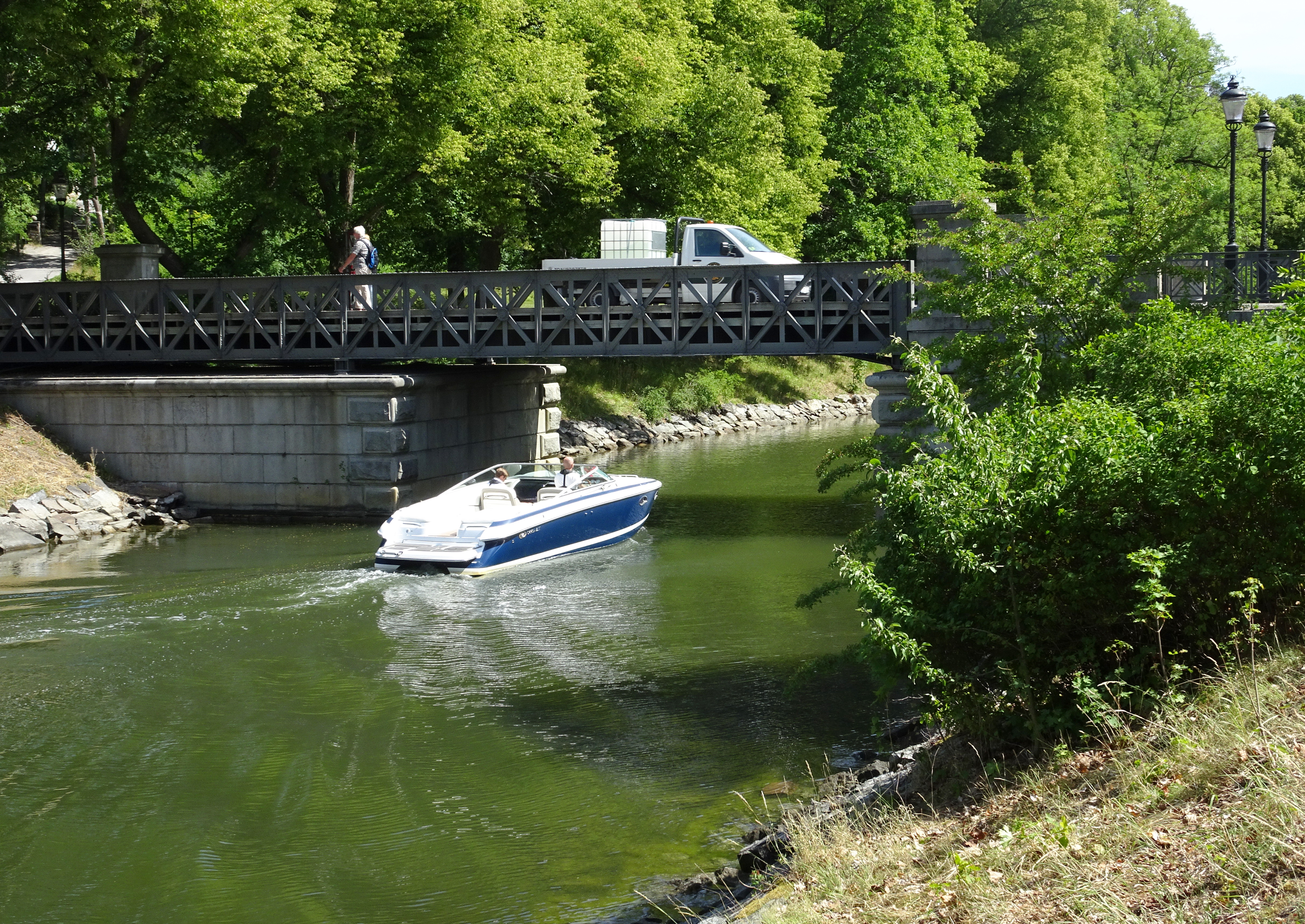
Le canal et le Djurgårdsbrunnsbron.
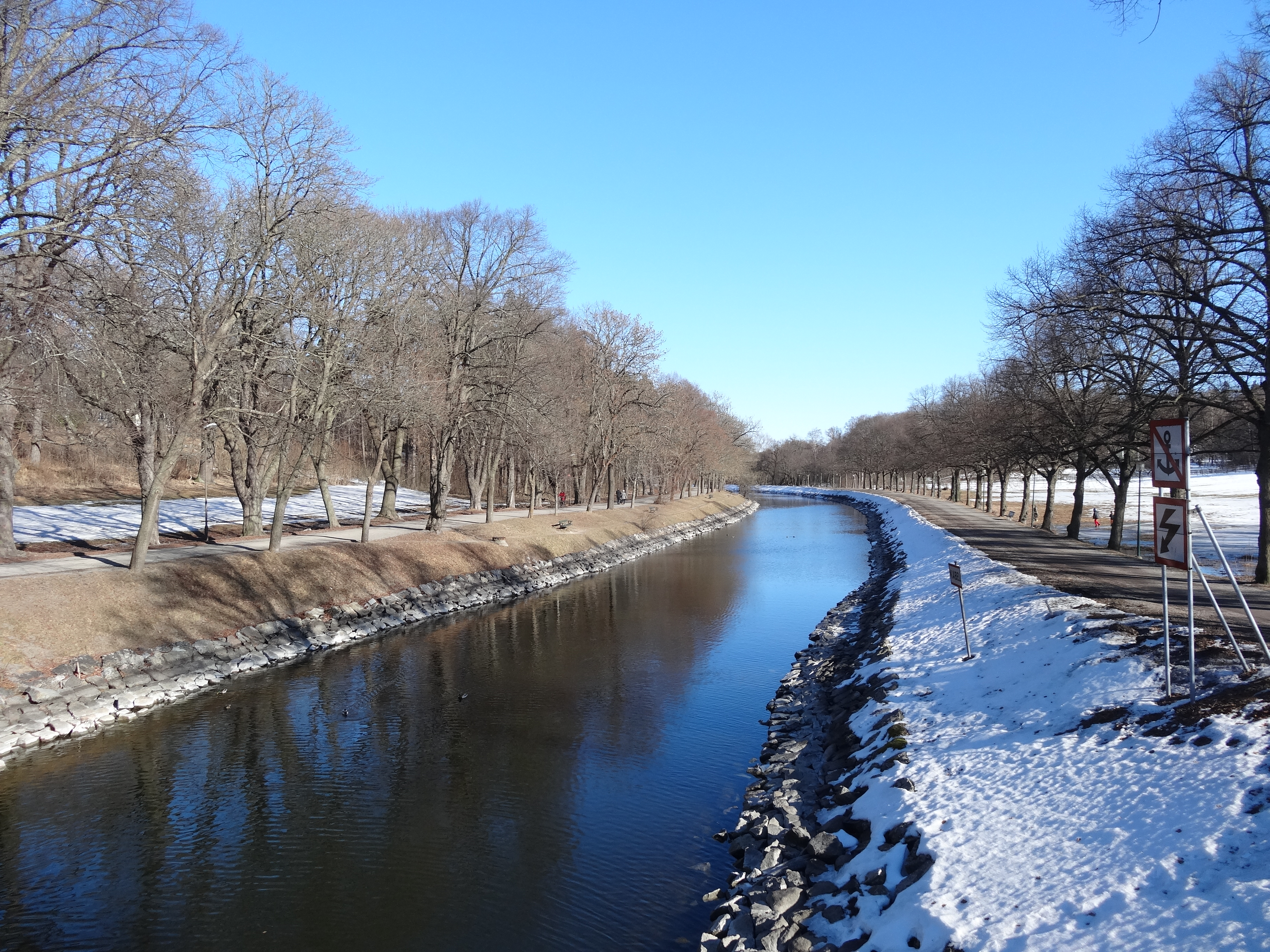
Avril 2013.
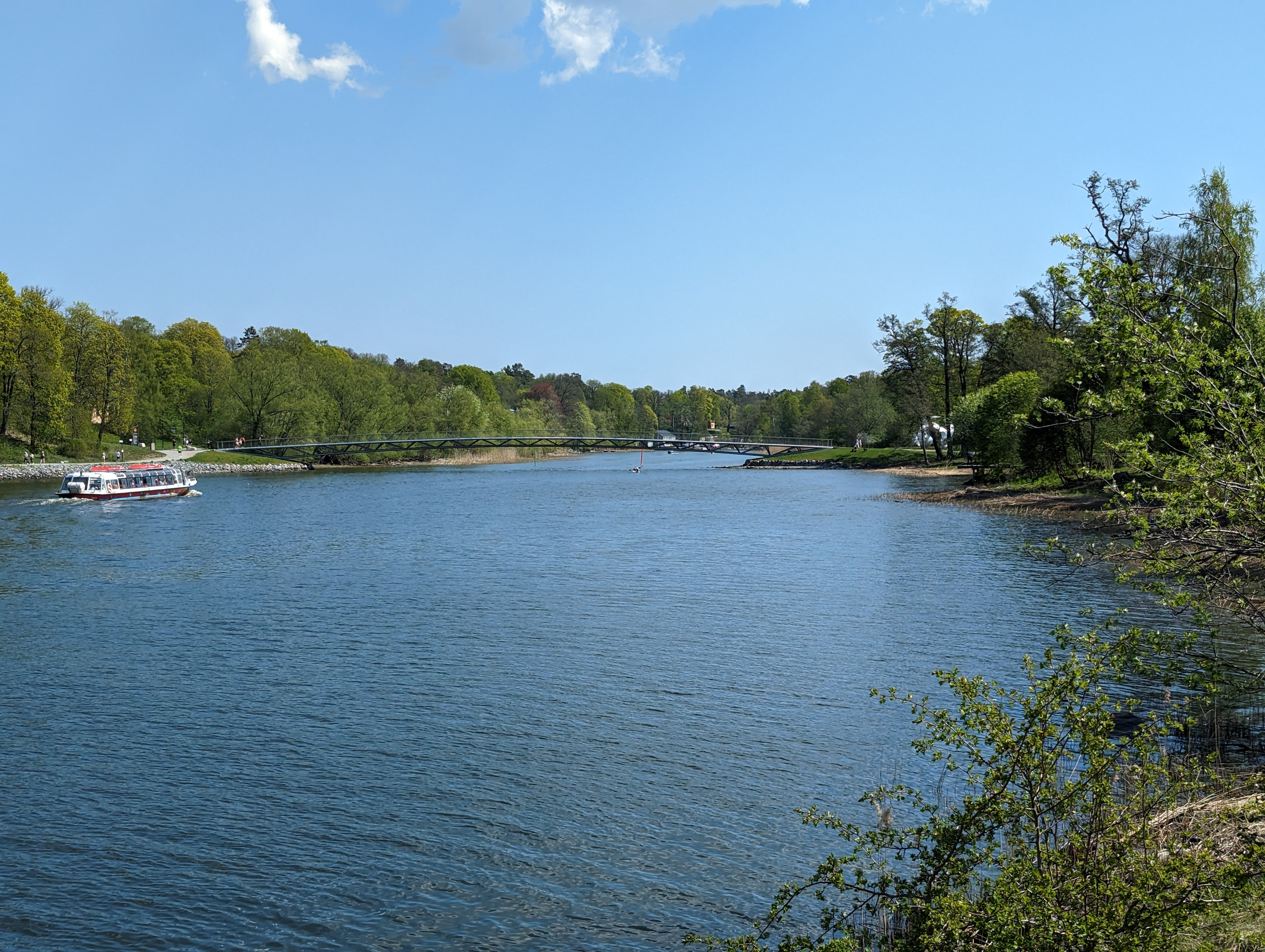
Le canal avec vue sur le pont Folke Bernadotte en 14 mai 2023.
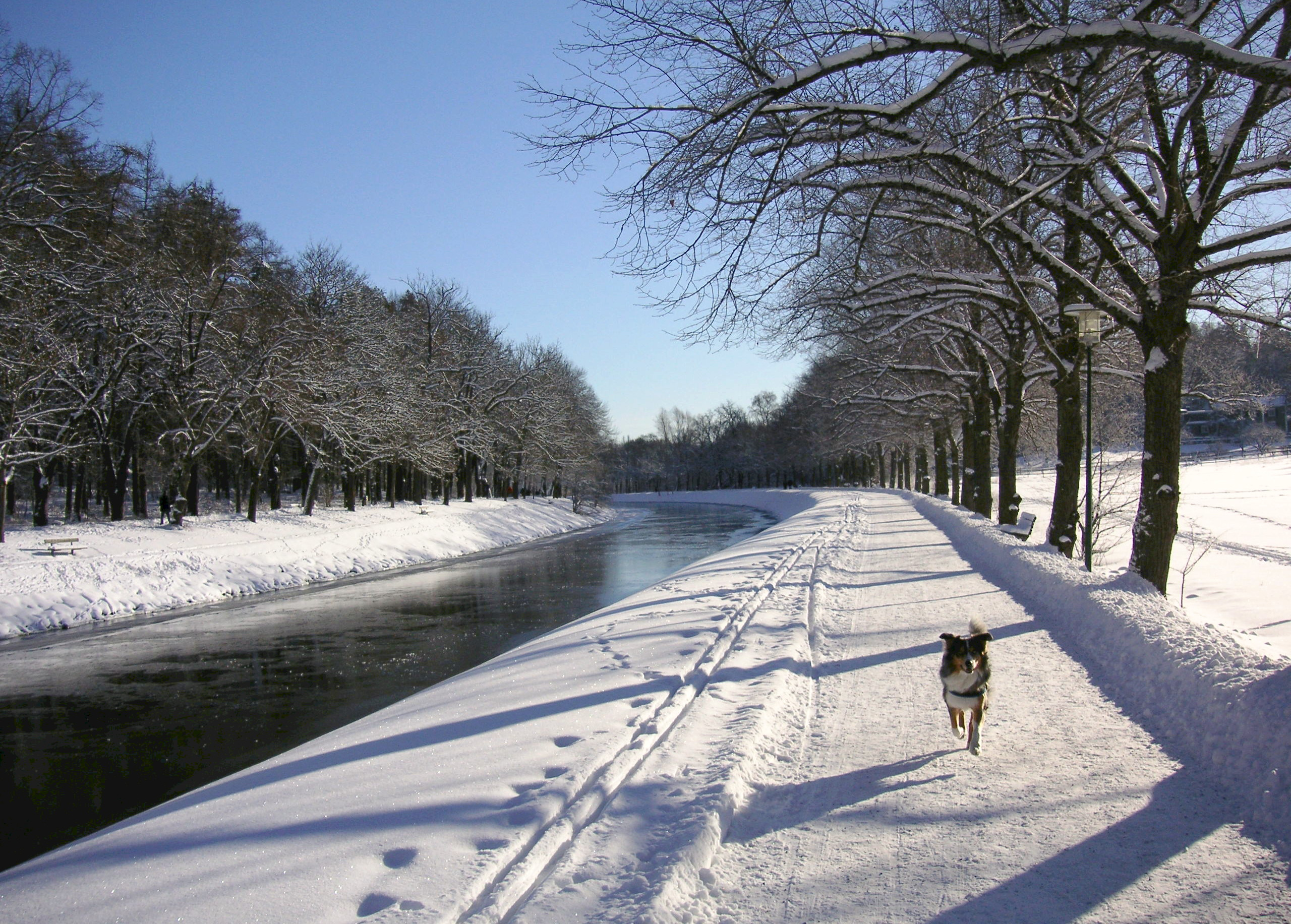
Hiver 2006.

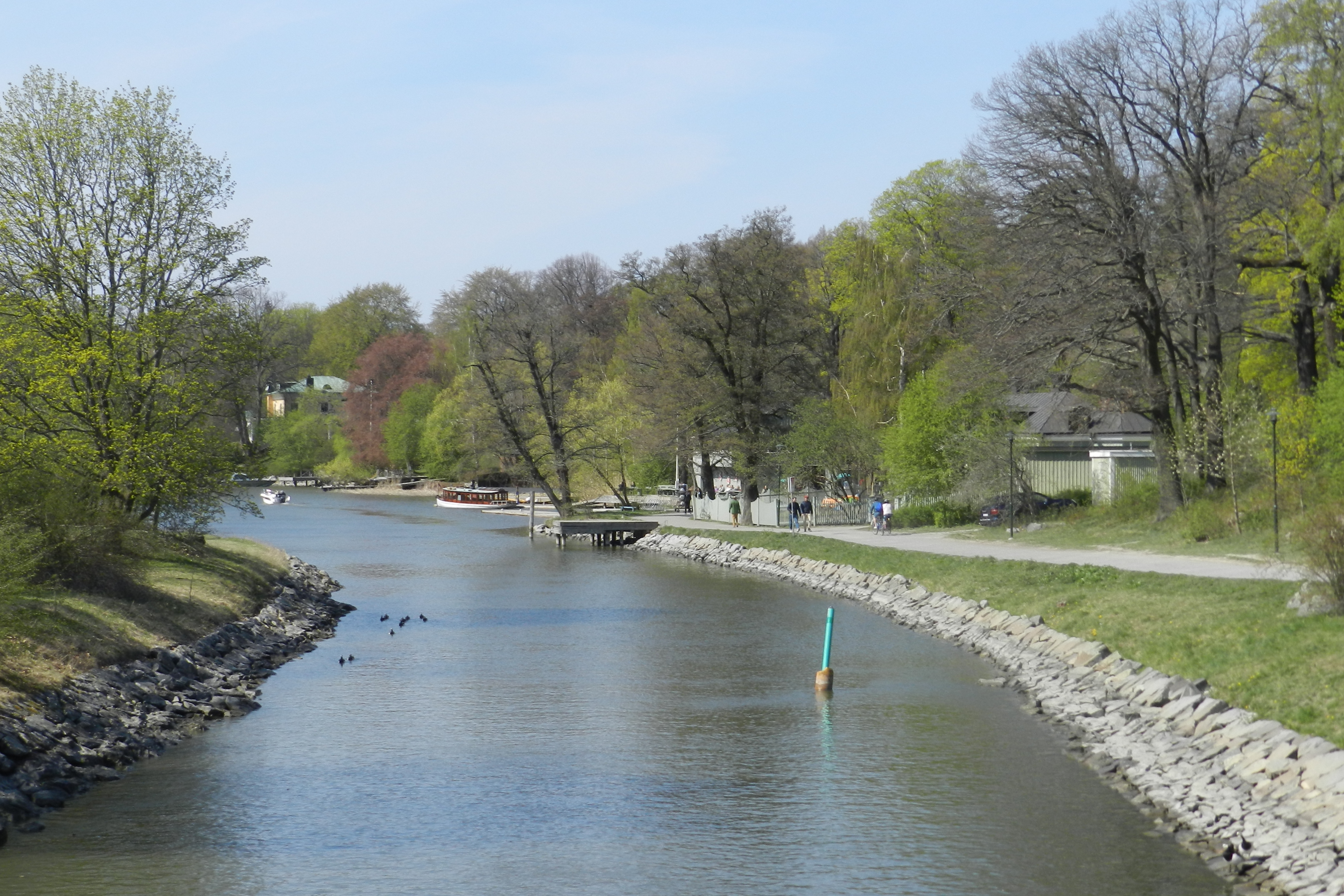
2019.
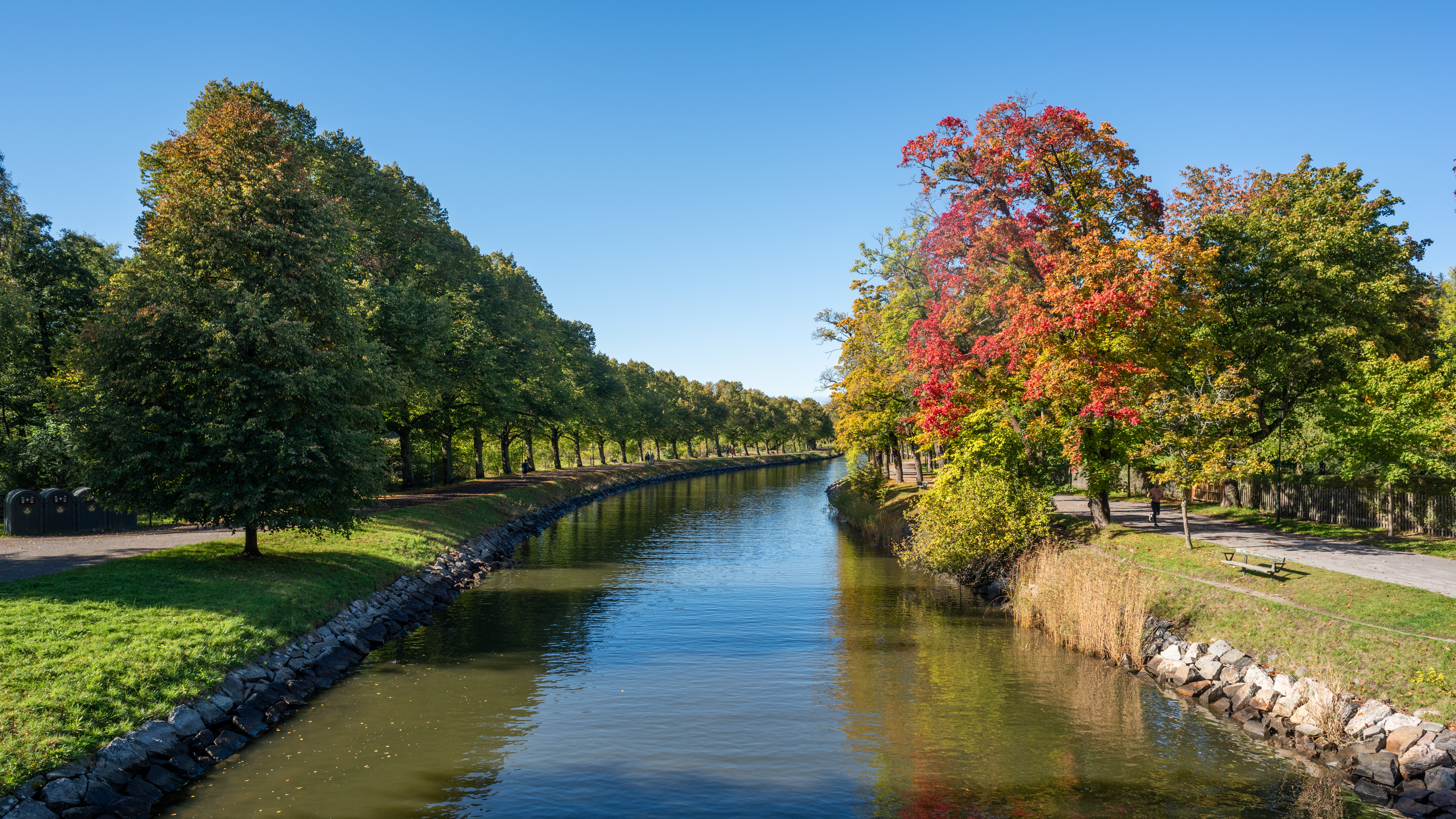
Septembre 2024.
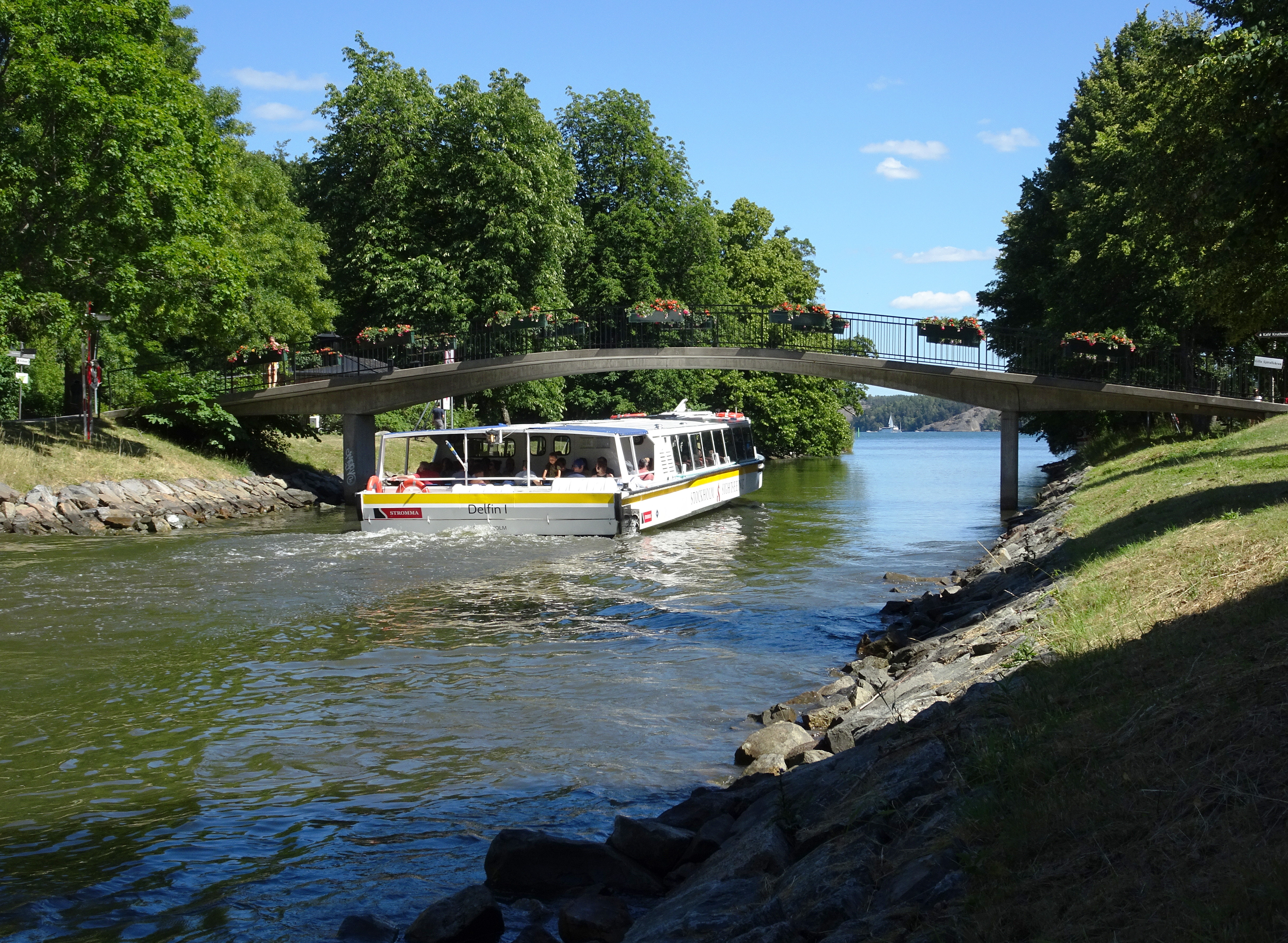
Le canal et le Lilla Sjötullsbron.